# Tetraiodometano
Tetraiodometano ou tetraiodeto de carbono é o composto de fórmula química CI4.